# Bóng bàn tại Đại hội Thể thao Đông Nam Á 2023
Bóng bàn là một trong những môn thể thao tranh tài tại Đại hội Thể thao Đông Nam Á 2023 ở Campuchia, dự kiến sẽ được tổ chức từ ngày 09 đến 16 tháng 5 năm 2023 tại Nhà thi đấu bóng bàn thuộc Khu liên hợp thể thao Quốc gia Morodok Techo.

## Nội dung thi đấu
Môn bóng bàn tại Sea Games 32 sẽ có bảy (07) sự kiện, cụ thể:
| TT | Nội dung | Nam | Nữ | Nam Nữ |
| -- | -------- | --- | -- | ------ |
| 1  | Đồng Đội | ✔   | ✔  |        |
| 2  | Đôi      | ✔   | ✔  | ✔      |
| 3  | Đơn      | ✔   | ✔  |        |

## Quốc gia tham dự
- Campuchia
- Malaysia
- Myanmar
- Philippines
- Singapore
- Thái Lan
- Việt Nam

## Chương trình thi đấu
| Ngày       | Giờ           | Sự kiện                                                   | Giai đoạn                   |
| ---------- | ------------- | --------------------------------------------------------- | --------------------------- |
| 9 tháng 5  | 10:00 - 22:00 | Đồng Đội Nam & Đồng Đội Nữ                                | Vòng bảng                   |
| 10 tháng 5 | 10:00 - 22:00 | Đồng Đội Nam & Đồng Đội Nữ                                | Vòng bảng                   |
| 11 tháng 5 | 10:00 - 22:00 | Đồng Đội Nam & Đồng Đội Nữ Lễ trao giải                   | Bán kết Chung kết           |
| 13 tháng 5 | 10:00 - 22:00 | Đôi Nam, Đôi Nữ & Đôi Nam Nữ                              | Loại trục tiếp Tứ kết       |
| 14 tháng 5 | 10:00 - 22:00 | Đôi Nam, Đôi Nữ & Đôi Nam Nữ Lễ trao giải Đơn Nam, Đơn Nữ | Bán kết Chung kết Vòng bảng |
| 15 tháng 5 | 10:00 - 22:00 | Đơn Nam, Đơn Nữ                                           | Vòng bảng Tứ kết            |
| 16 tháng 5 | 10:00 - 19:00 | Đơn Nam, Đơn Nữ Lễ trao giải                              | Bán kết Chung kết           |

## Thể thức thi đấu
Tất cả các sự kiện Bóng bàn sẽ được thi đấu theo nội dung thi đấu với thể thức sau:

### Sự kiện đồng đội
- Giải đồng đội sẽ được tiến hành trong hai (02) giai đoạn:
- Giai đoạn 1: Các đội sẽ được chia thành hai (02) bảng để thi đấu Vòng tròn một lượt để xác định các vị trí đầu bảng.

- Giai đoạn 2:  Hai (02) đội đứng đầu mỗi bảng sẽ thi đấu loại trực tiếp để phân định các vị trí Nhất, Nhì, Ba

+ Thứ tự đấu: A vs X, B vs Y, C vs Z, A vs Y, B vs X 
Đội vô địch giải đồng đội là đội có thành tích tốt nhất trong năm (05) trận
- Nếu số đội tham gia ít hơn sáu (06) thì các đội sẽ chơi Vòng tròn Một lượt để xác định đội chiến thắng.

### Sự kiện đơn
Tất cả nội dung đơn sẽ được thi đấu theo hai giai đoạn: Giai đoạn 1 Thi đấu vòng tròn một lượt theo bảng và Giai đoạn 2 Thi đấu loại trực tiếp bắt đầu từ Tứ kết đến Chung kết.
- Ở Giai đoạn 1, các vận động viên được chia thành bốn (04) bảng A, B, C và D. Các vận động viên trong mỗi Bảng thi đấu với nhau theo thể thức Vòng tròn một lượt trong mỗi Bảng. Mỗi trận đấu sẽ được quyết định theo thể thức trong năm (05) trận đấu. Mỗi vận động viên sẽ được cộng các điểm sau cho mỗi 9 trận đấu:

+ Hai (02) điểm cho một trận thắng
+ Một (01) điểm nếu thua
- Hai (02) người đứng đầu mỗi bảng sẽ vào thi đấu loại trực tiếp Giai đoạn 2.
- Đội nhất bảng A giữ vị trí số 1 và đội nhất bảng B giữ vị trí số 8.
- Các VĐV nhất bảng C, D được bốc thăm xếp vào các vị trí thứ 4, 5 có tính đến việc tách các vận động viên của cùng một liên đoàn. Vận động viên đứng nhì của mỗi bảng sẽ không được bốc thăm với các vận động viên đứng nhất trong bảng của họ, có tính đến việc tách các vận động viên từ cùng một quốc gia.
- Các trận đấu ở Giai đoạn 2 sẽ được quyết định bởi bảy (07) trận đấu.

- Sẽ không có trận play-off cho vị trí thứ 3 và thứ 4. Cả hai vận động viên thua ở Bán kết sẽ nhận được huy chương Đồng mỗi người.

### Sự kiện đôi
- Tất cả các nội dung đánh đôi sẽ thi đấu theo thể thức loại trực tiếp.
- Tất cả các trận đấu sẽ được quyết định bởi năm (5) trận đấu.
- Sẽ không có trận play-off cho vị trí thứ 3 và thứ 4. Cả hai vận động viên thua ở Bán kết sẽ nhận được huy chương Đồng mỗi người.

## Bảng tổng sắp Huy chương
| Hạng               | Đoàn               | Vàng | Bạc | Đồng | Tổng số |
| ------------------ | ------------------ | ---- | --- | ---- | ------- |
| Tổng số (0 đơn vị) | Tổng số (0 đơn vị) | 0    | 0   | 0    | 0       |

## Các Huy chương
| Sự kiện | Vàng | Bạc | Đồng |
| ------- | ---- | --- | ---- |
|         |      |     |      |